# Вертер (Тирингија)
Вертер (њем. Werther) општина је у њемачкој савезној држави Тирингија. Једно је од 32 општинска средишта округа Нордхаузен. Према процјени из 2010. у општини је живјело 3.516 становника. Посједује регионалну шифру (AGS) 16062063.

## Географски и демографски подаци
Вертер се налази у савезној држави Тирингија у округу Нордхаузен. Општина се налази на надморској висини од 200 метара. Површина општине износи 61,4 km². У самом мјесту је, према процјени из 2010. године, живјело 3.516 становника. Просјечна густина становништва износи 57 становника/km².